# Doły Jasielsko-Sanockie

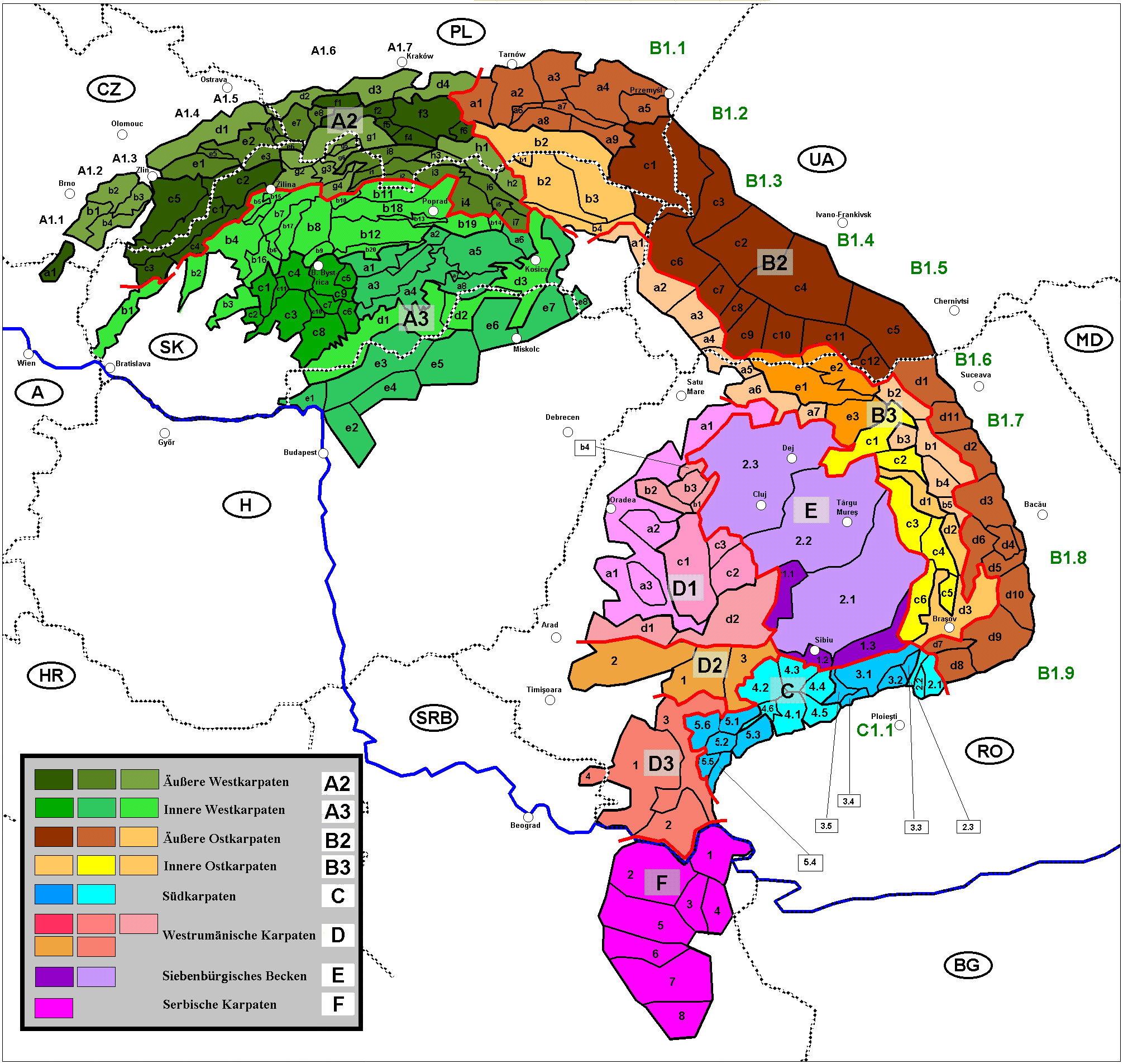
Các bộ phận của Carpathians. Doły (Pits) = a9 + a8 + a6 + a7; một phần của Carpathians ngoài Đông

Doły Jasielsko-Sanockie, tiếng Latinh: Regio Pedemontana  tiếng Đức: Sanoker Flachland (thung lũng Jasielsko – Sanockie, thung lũng Jaslo và Sanok, Jaslo-Sanok Basin hay Jasielsko-Sanockie Pits) là một dãy núi trải dài giữa Wisłoka và Sông San ở Tây Carpathian cao nguyên và miền Trung Beskidian Piedmont ở Ba Lan.

## Địa lý
Những ngọn núi cao tới 250-500 mét trên mực nước biển. Phạm vi này nằm ở phần phía nam của Subcarpathian Voivodeship. Đây là dãy núi thấp nhất của Carpathians Ba Lan.
Chúng có thể được chia thành: Gorlickie Depression, Cao nguyên Jasielskie, Thung lũng Jasielsko - Krośnieńska và Cao nguyên Bukowskie. Chúng trải dài theo 100 km chiều dài và 18 km dải đất rộng giữa Low Beskids ở phía nam và độ cao của cao nguyên ở phía bắc.
Từ địa điểm du lịch, khu vực Doły (Pits) bị giới hạn ở phía tây bởi thung lũng sông Ropa, từ phía đông bởi sông Wisłok và San, từ phía nam bởi dòng Low Beskids và từ phía bắc bởi một Dynowskie Cao nguyên được bao bọc bởi tuyến đường quốc lộ 28 (từ Zator đến biên giới quốc gia ở Medyka) trên đoạn giữa các khu vực Gorlice - Grybów - Biecz - Jasło - Krosno - Rymanów - Sanok. Đỉnh cao nhất ở phía bên là đỉnh Dział (cao 678 m, cao hơn mực nước biển) ở sông Tabor và Czarny Potok. Ở vùng núi nói chung của Doły thấp với những con dốc thoai thoải và những rặng núi dài với đỉnh bằng phẳng và đỉnh vòm, và chỉ ở một số nơi được đặc trưng bởi những luồng sóng sắc nét. Chiều cao của đỉnh thay đổi từ 350 đến 650 m. trên mực nước biển.

## Định cư
Các thành phố quan trọng xung quanh khu vực này bao gồm Biecz, Gorlice, Jasło, Krosno, Lesko, Brzozów, Jaćmierz, Rymanów, Brzozów và Sanok.

## Lịch sử
Tên lịch sử của khu vực bao gồm Doły Sanockie (Sanockie Pits) và Podole Sanockie (Sanockie Podolia); nó trải dài giữa powiat Krosno, powiat Sanok và Brzozów ở Galicia.
Năm 1854, mỏ dầu đầu tiên trên thế giới bắt đầu sản xuất dầu tại làng Bóbrka gần Krosno.

## Bộ phận
Vì tồn tại nhiều biến thể của các phân chia của các dãy núi và tên của Doły (Hố), một số phân chia được đưa ra như sau:
- Obniżenie Gorlickie
- Kotlina Jasielsko-Krośnieńską
- Pogórze Jasielskie
- Pogórze Bukowskie

## Những con đường mòn đi bộ đường dài

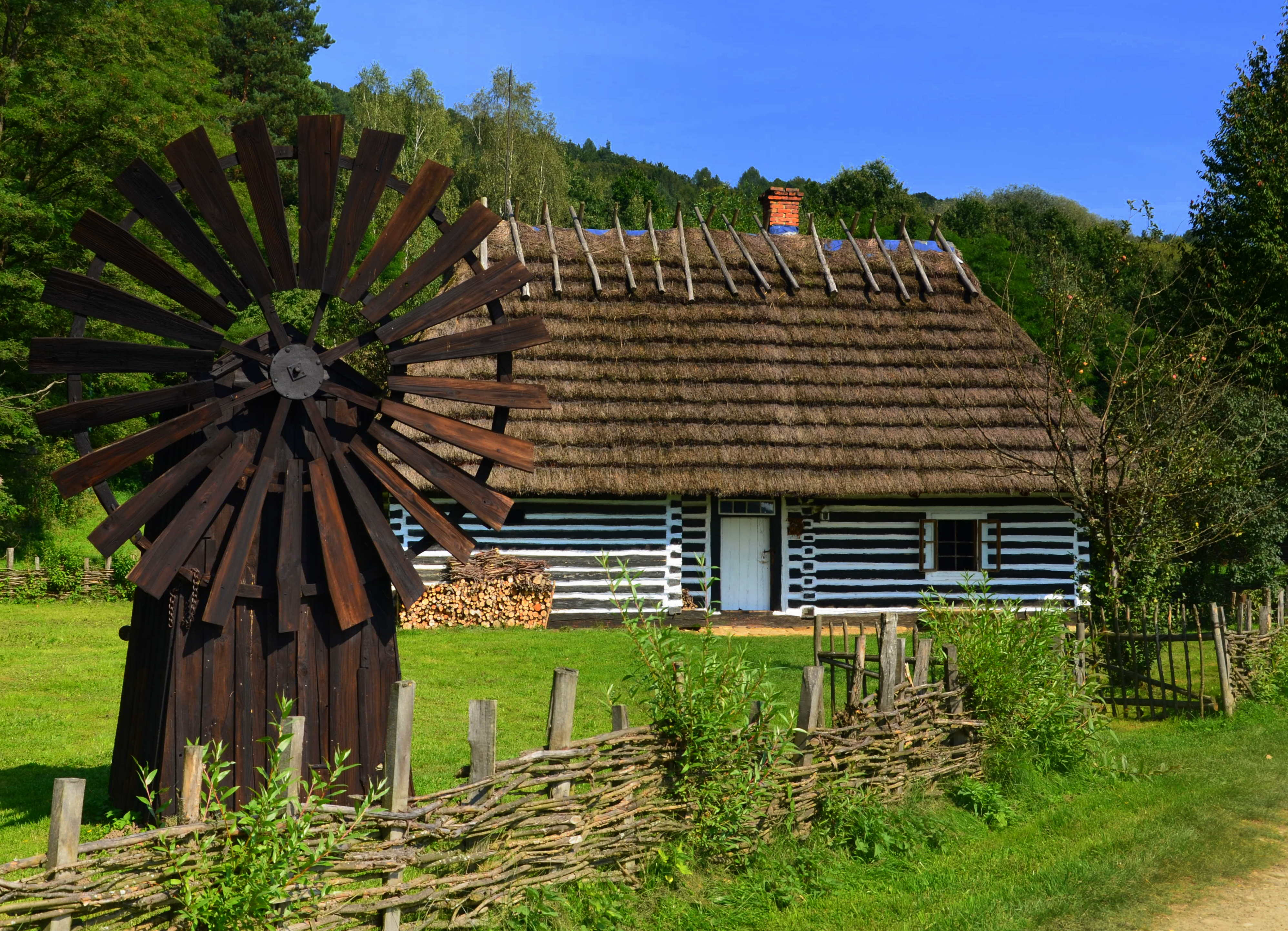
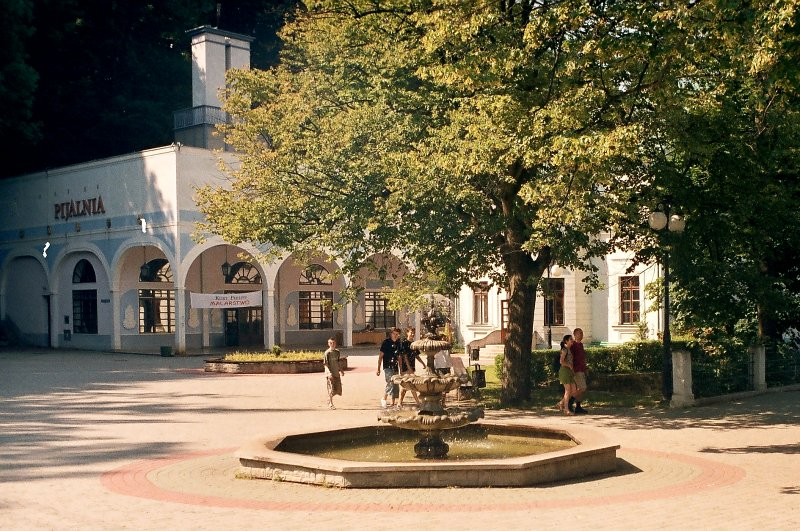
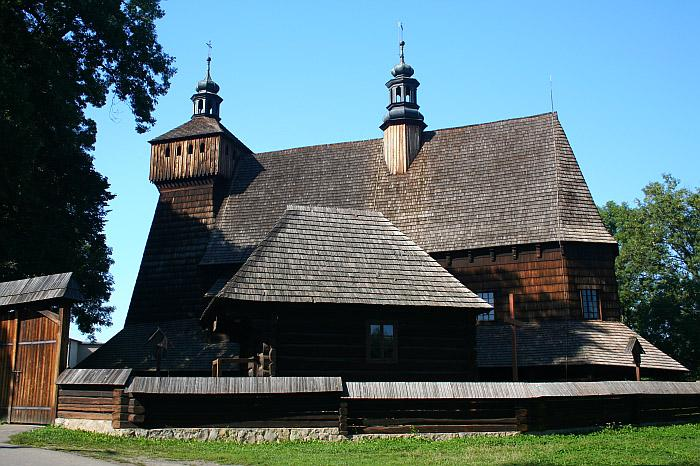
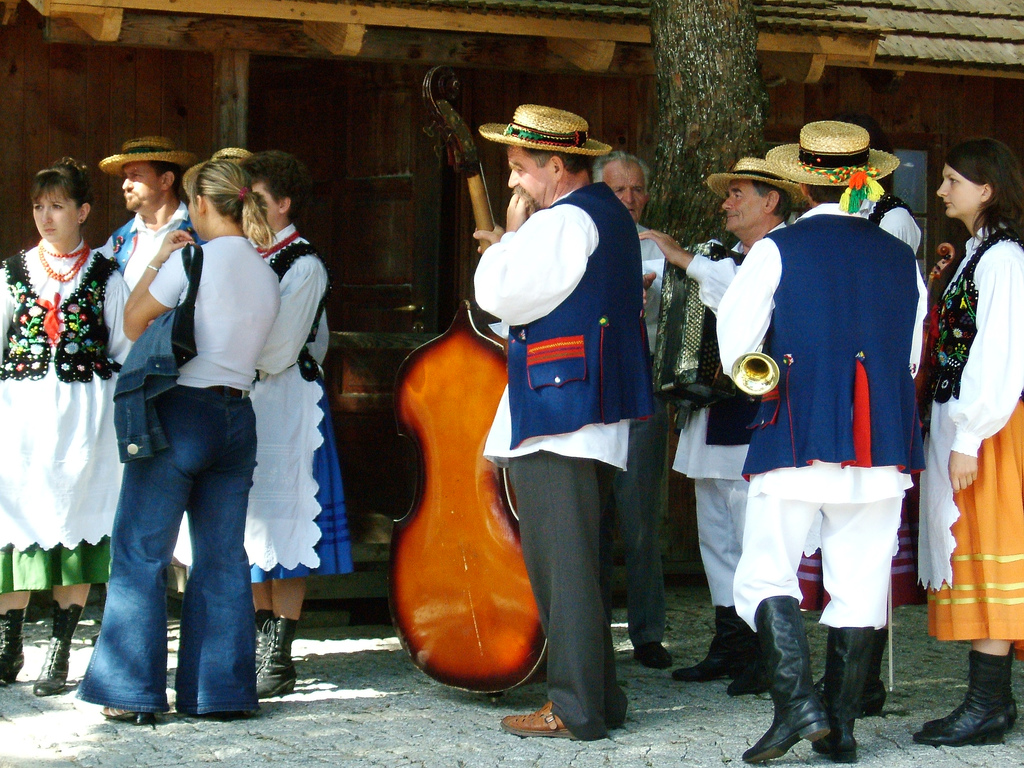
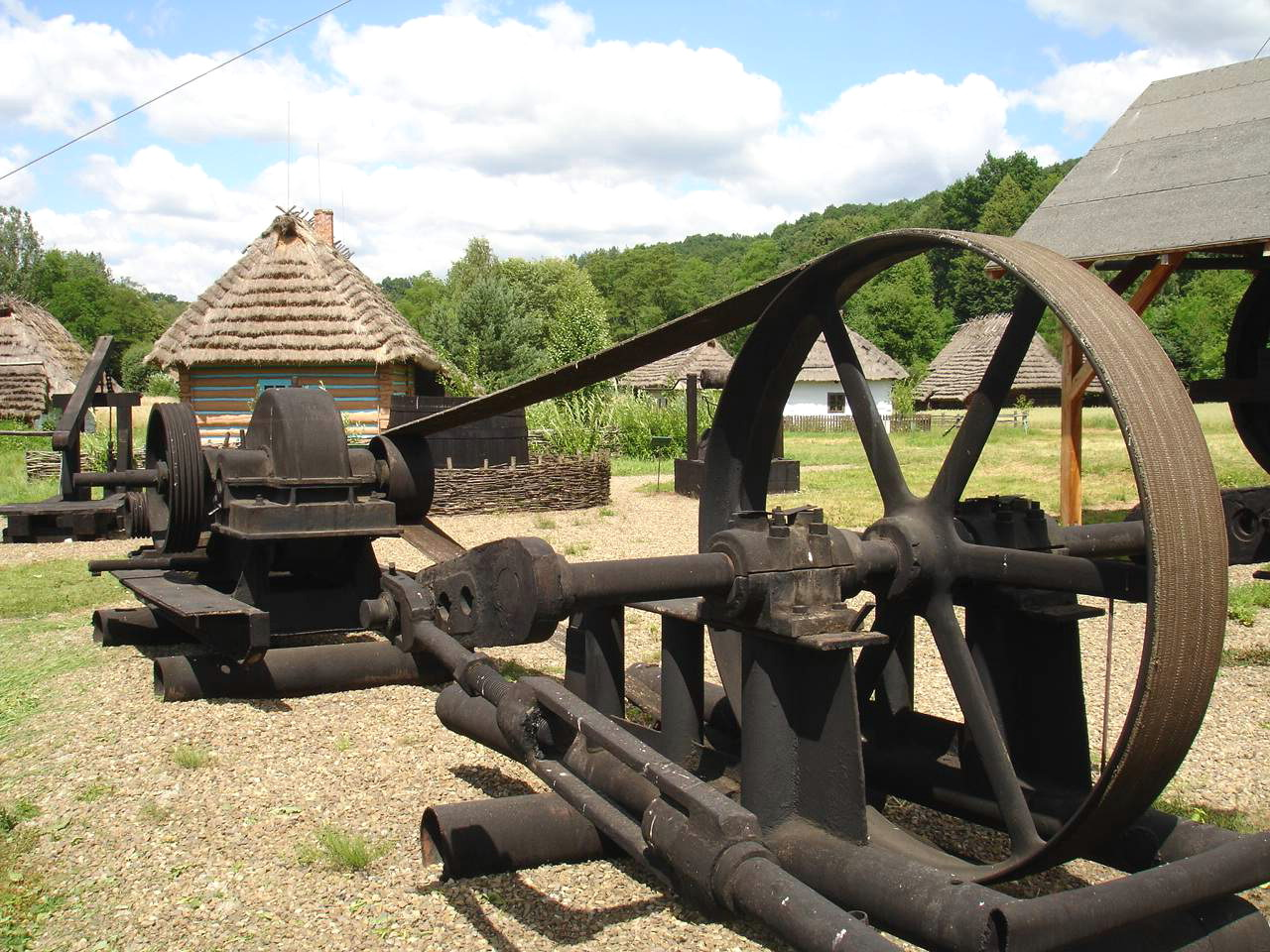
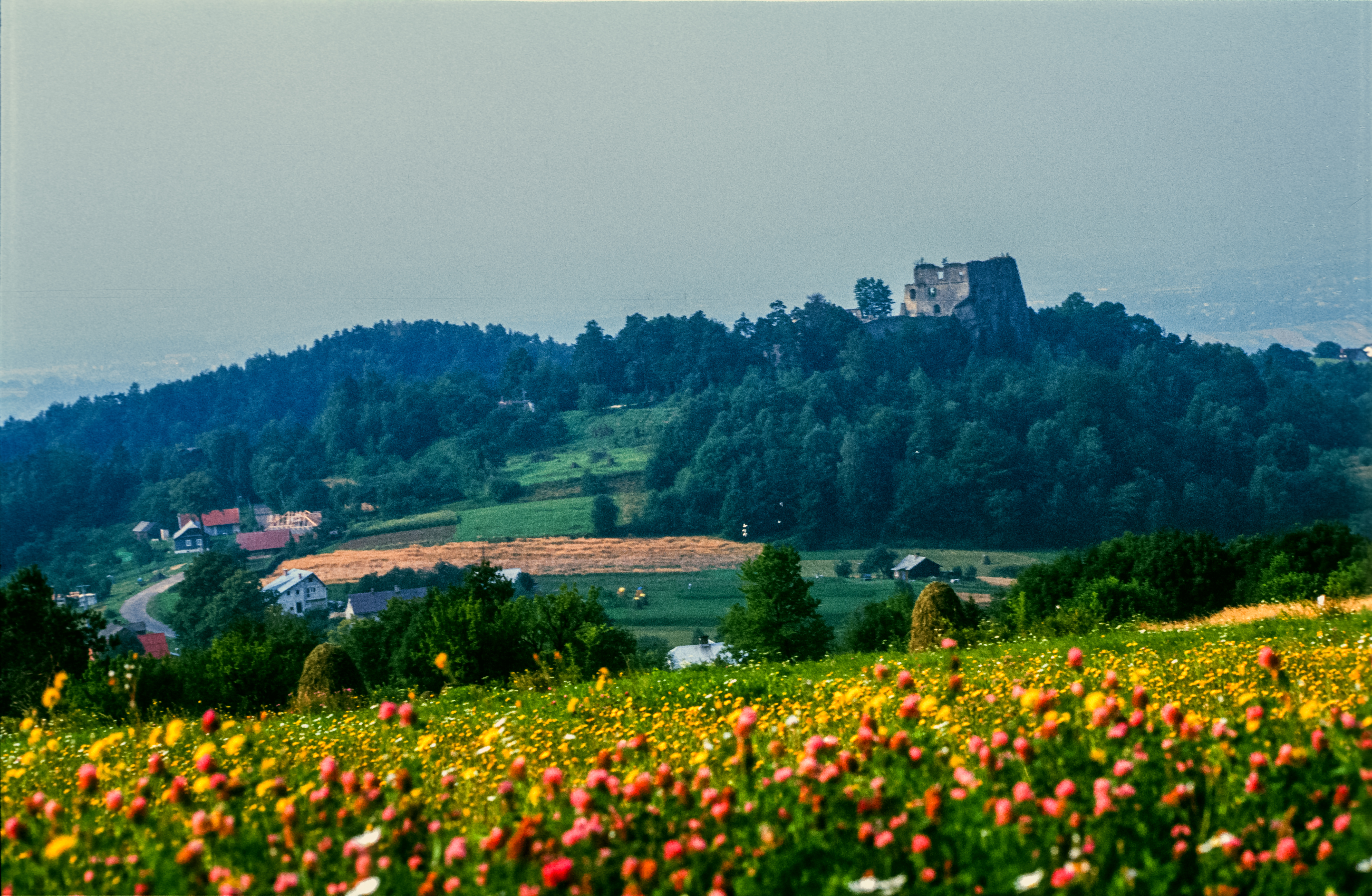
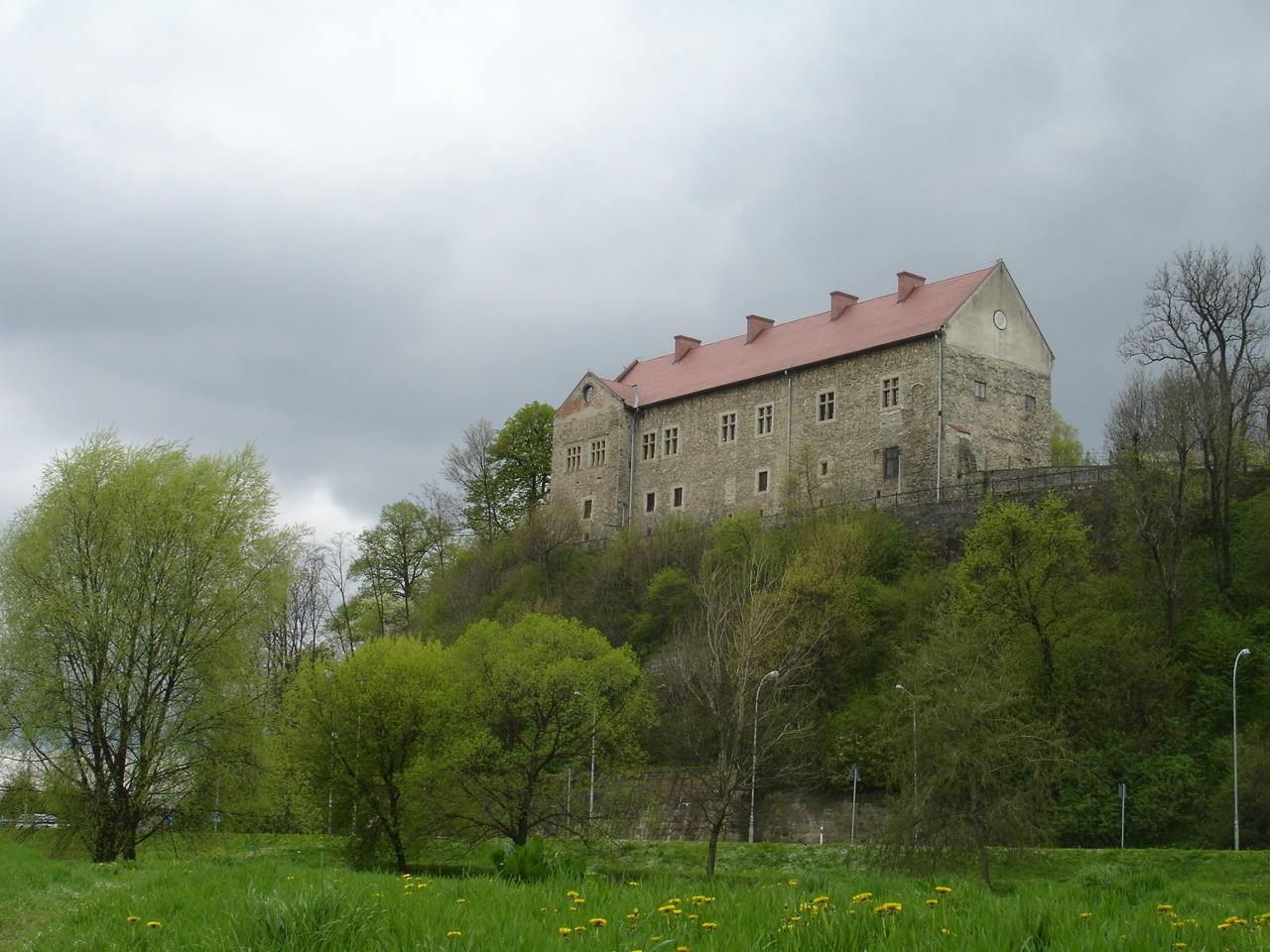
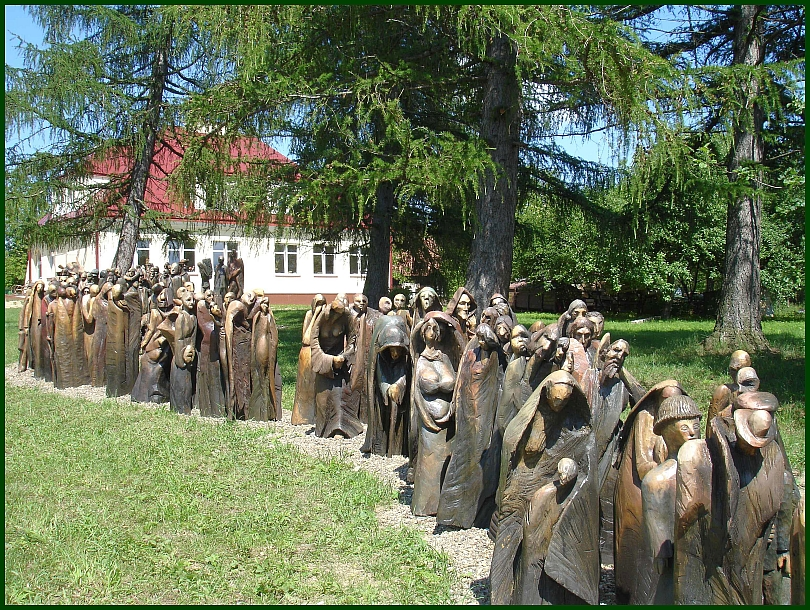
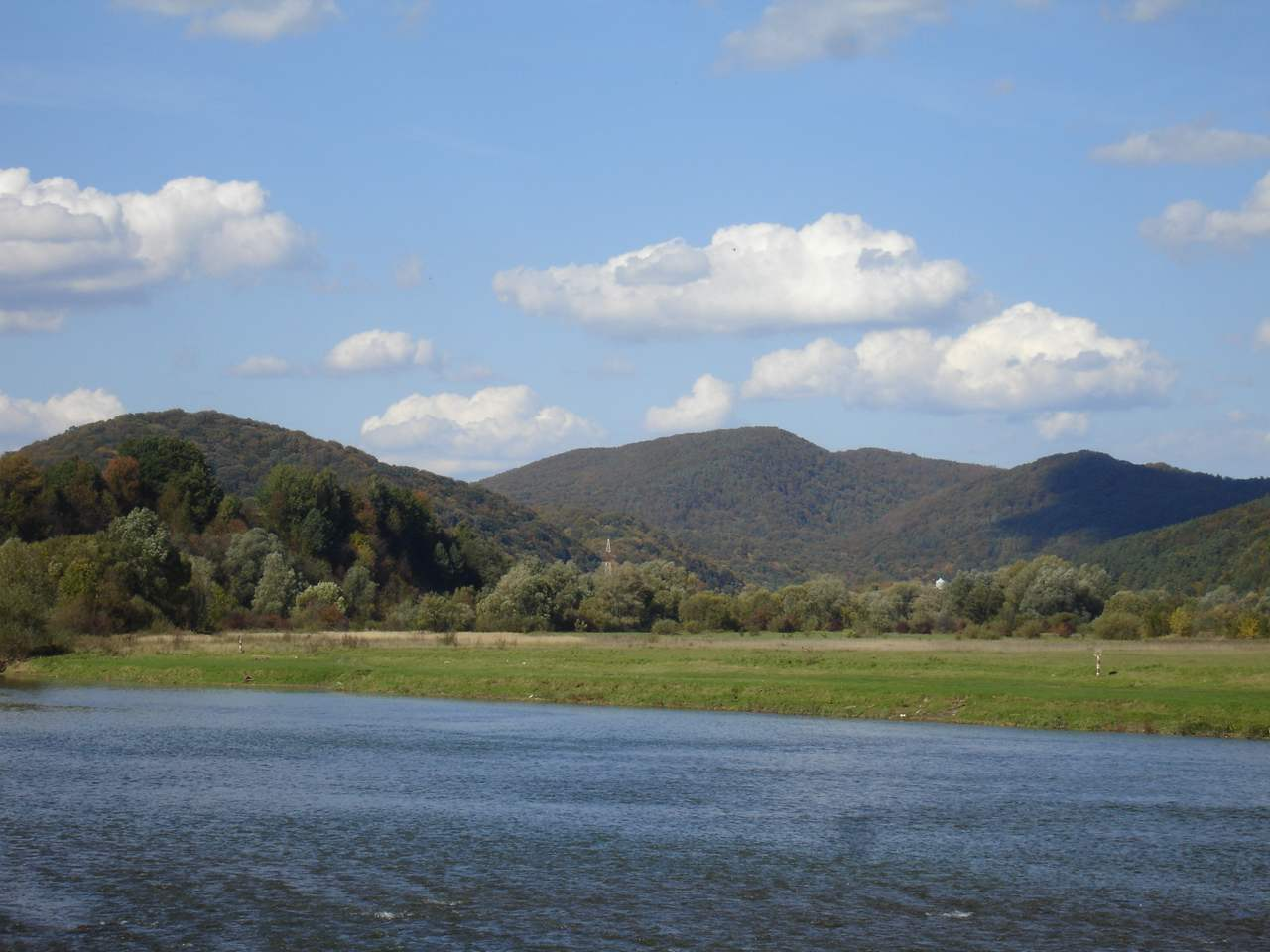
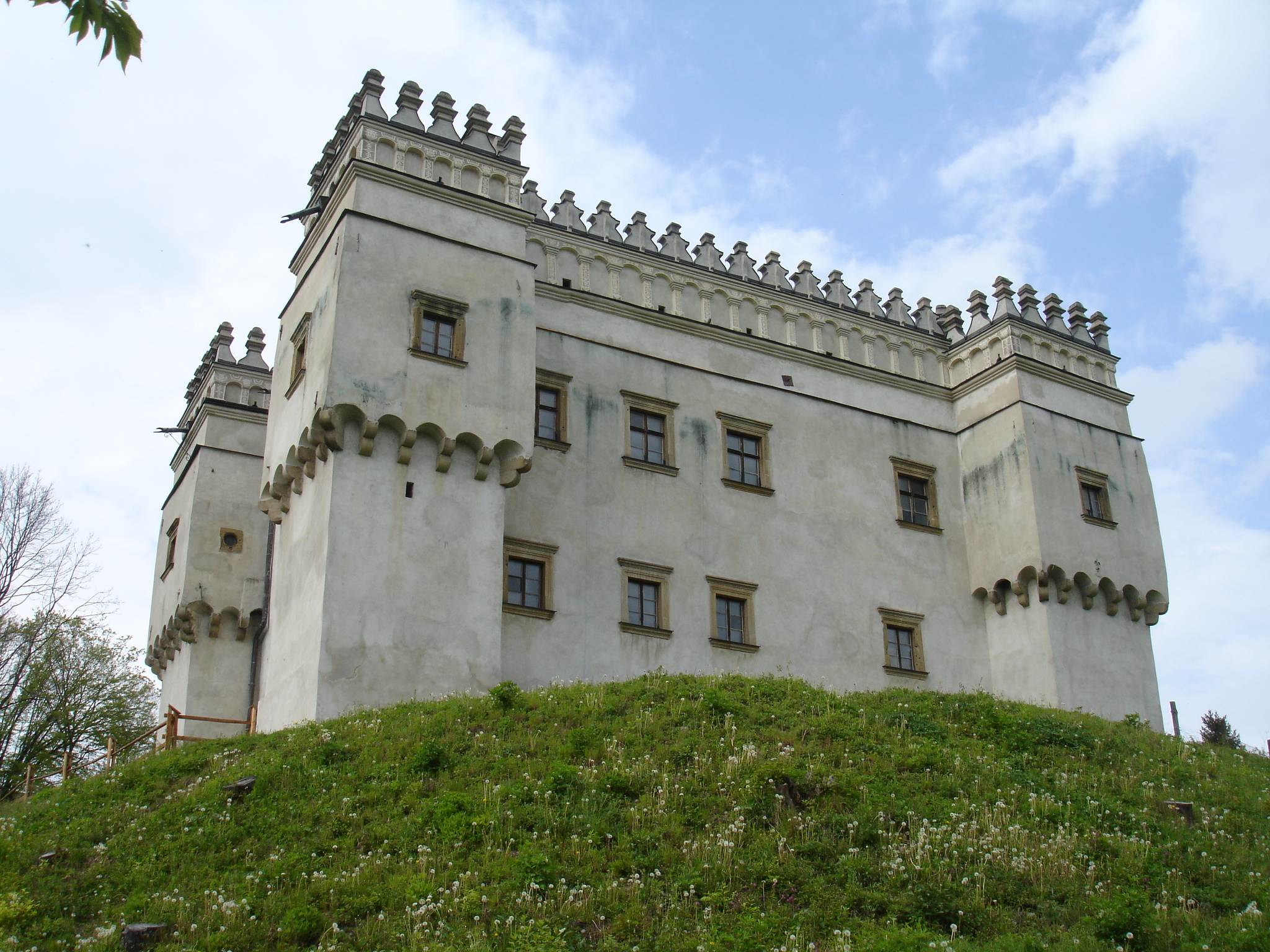
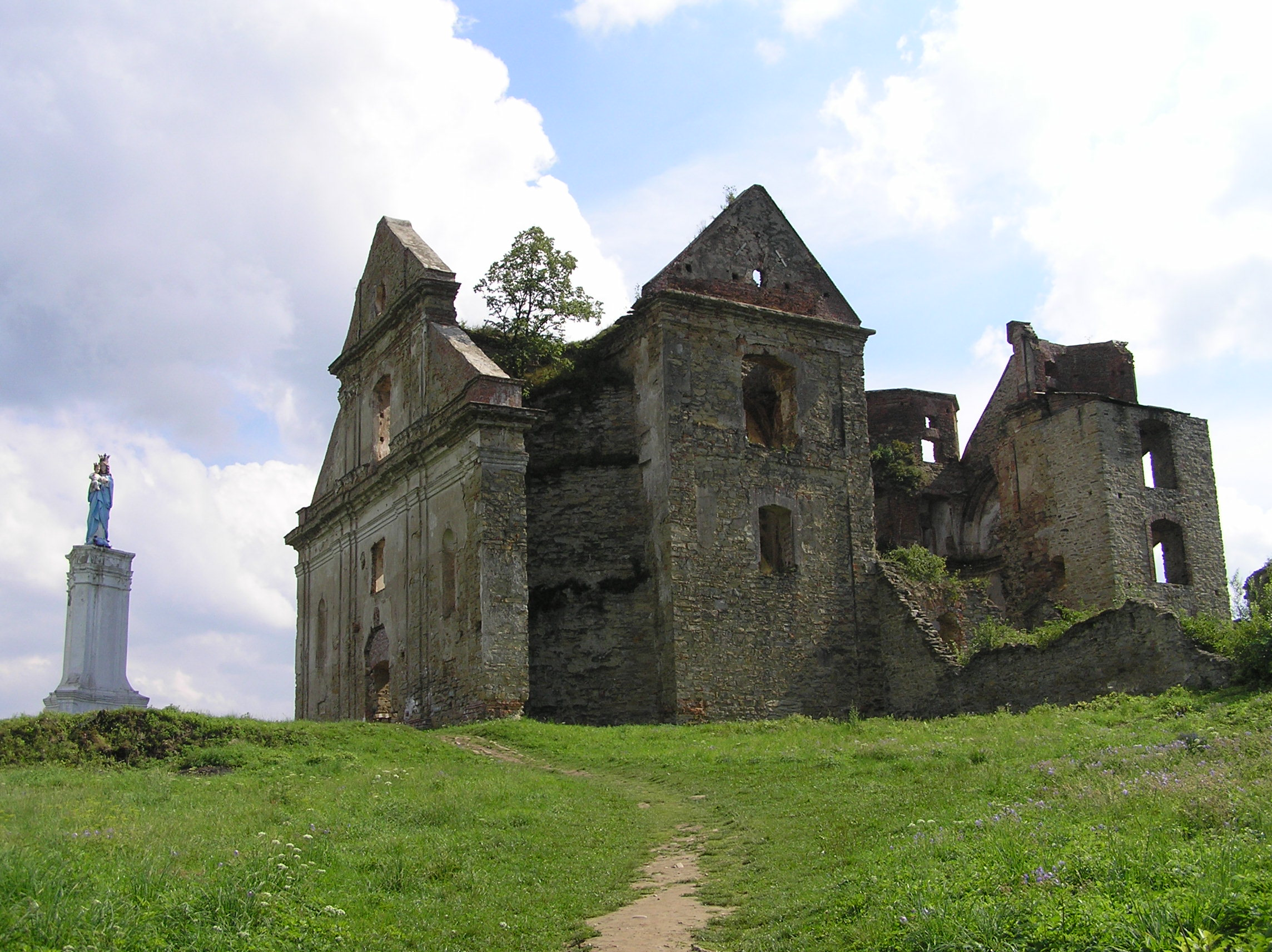
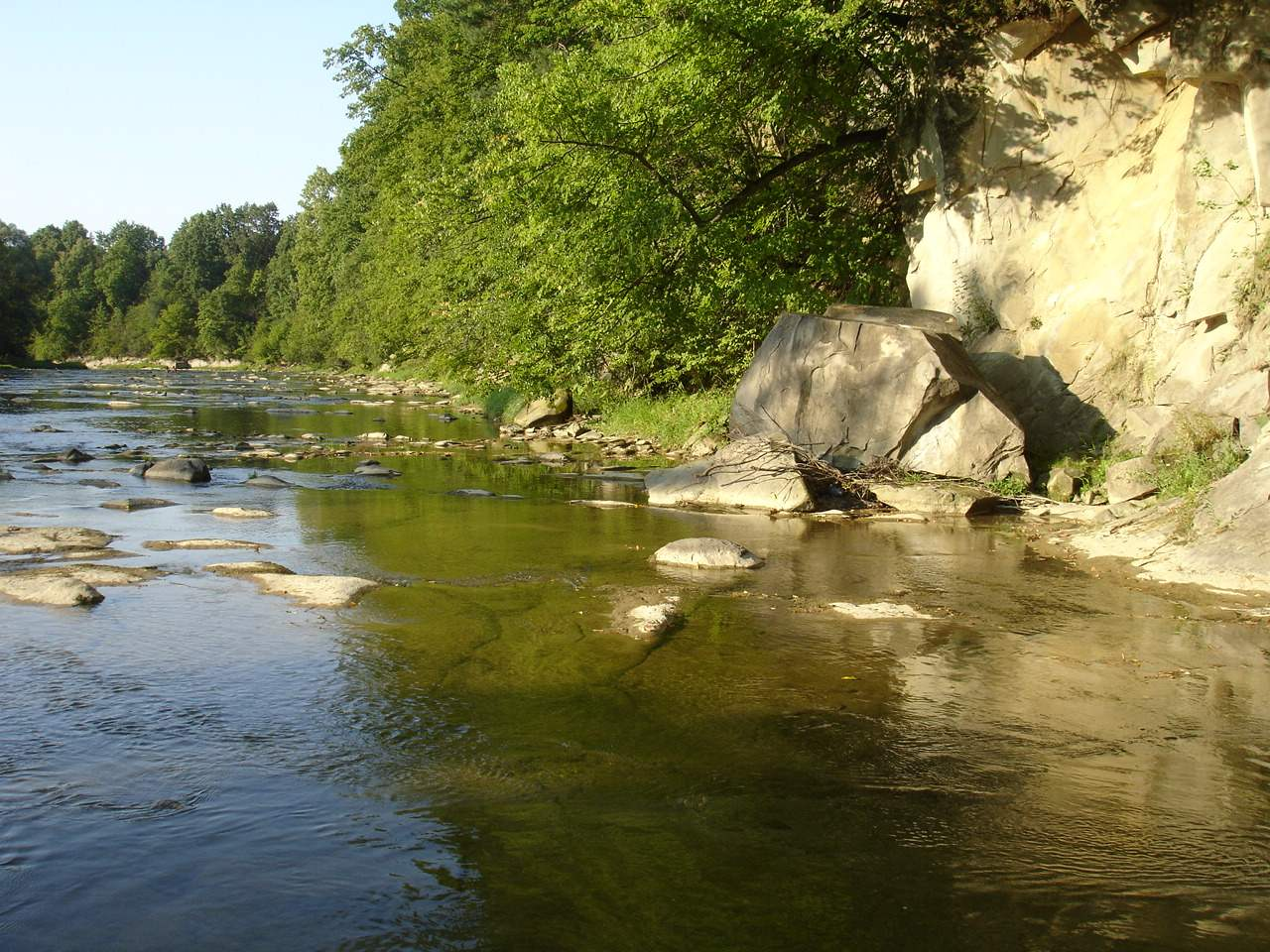
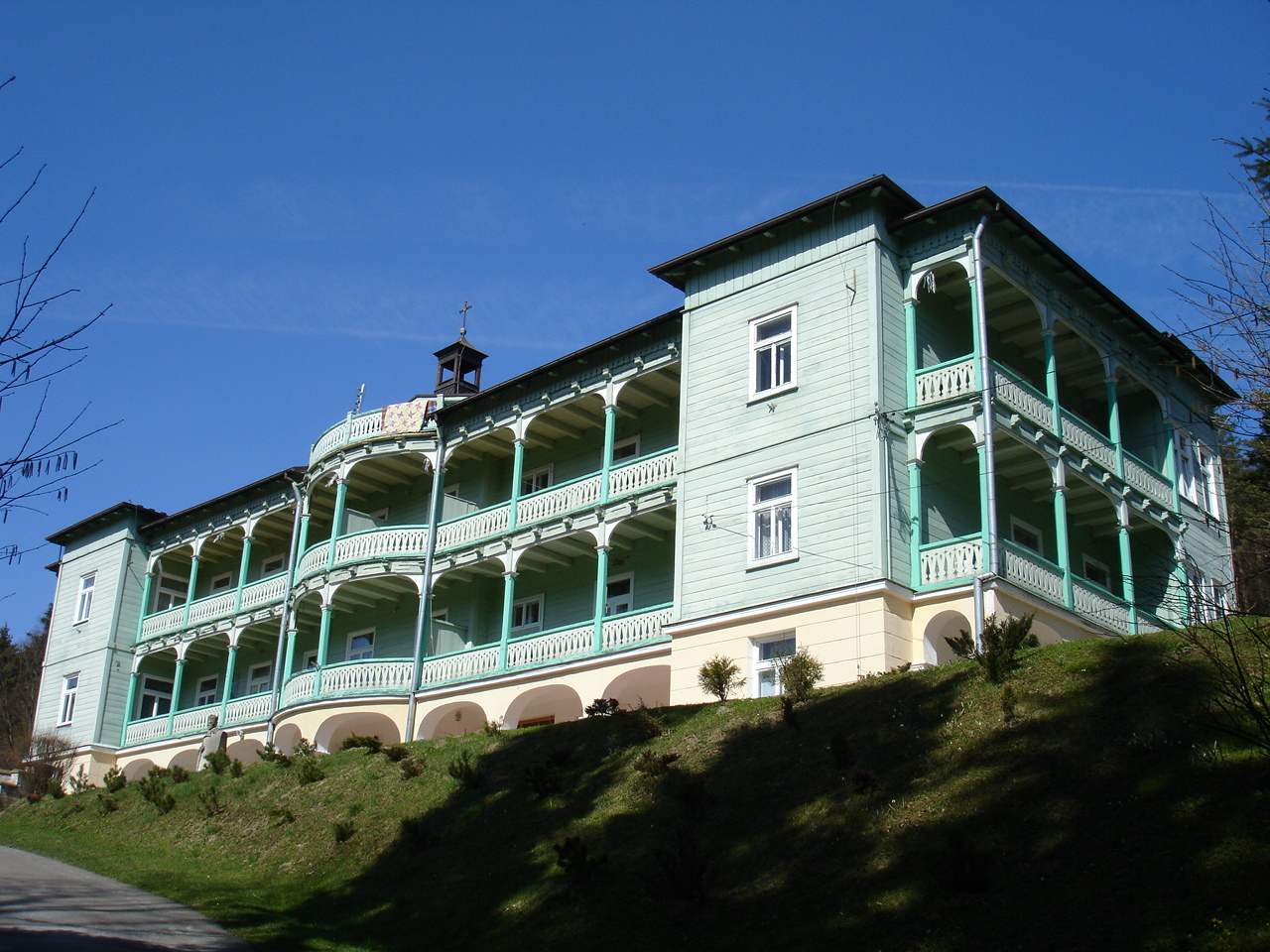
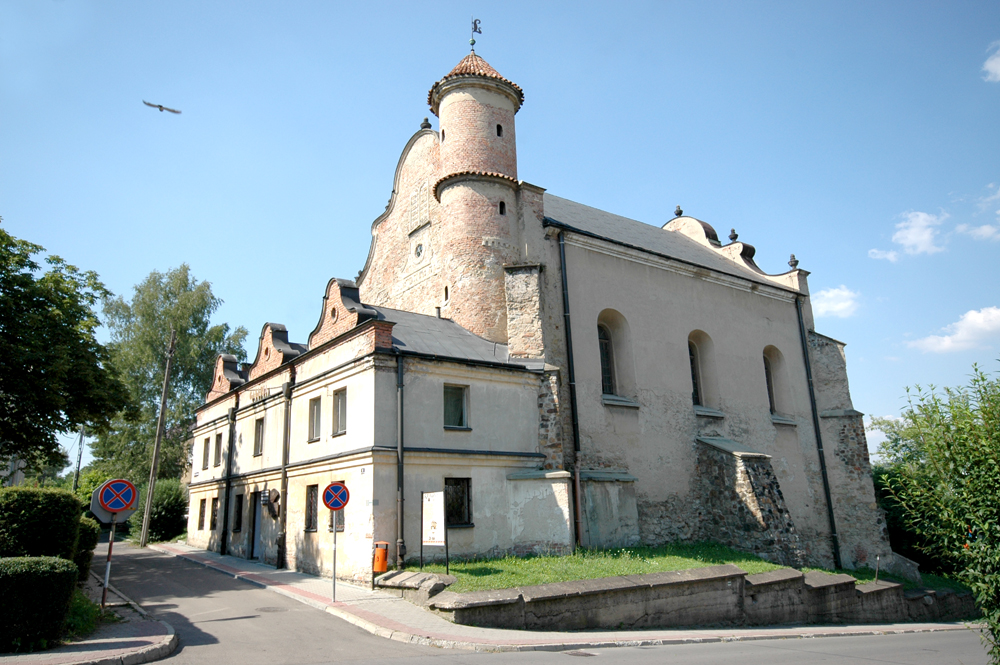
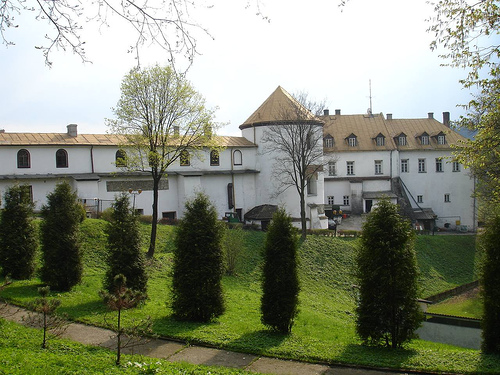
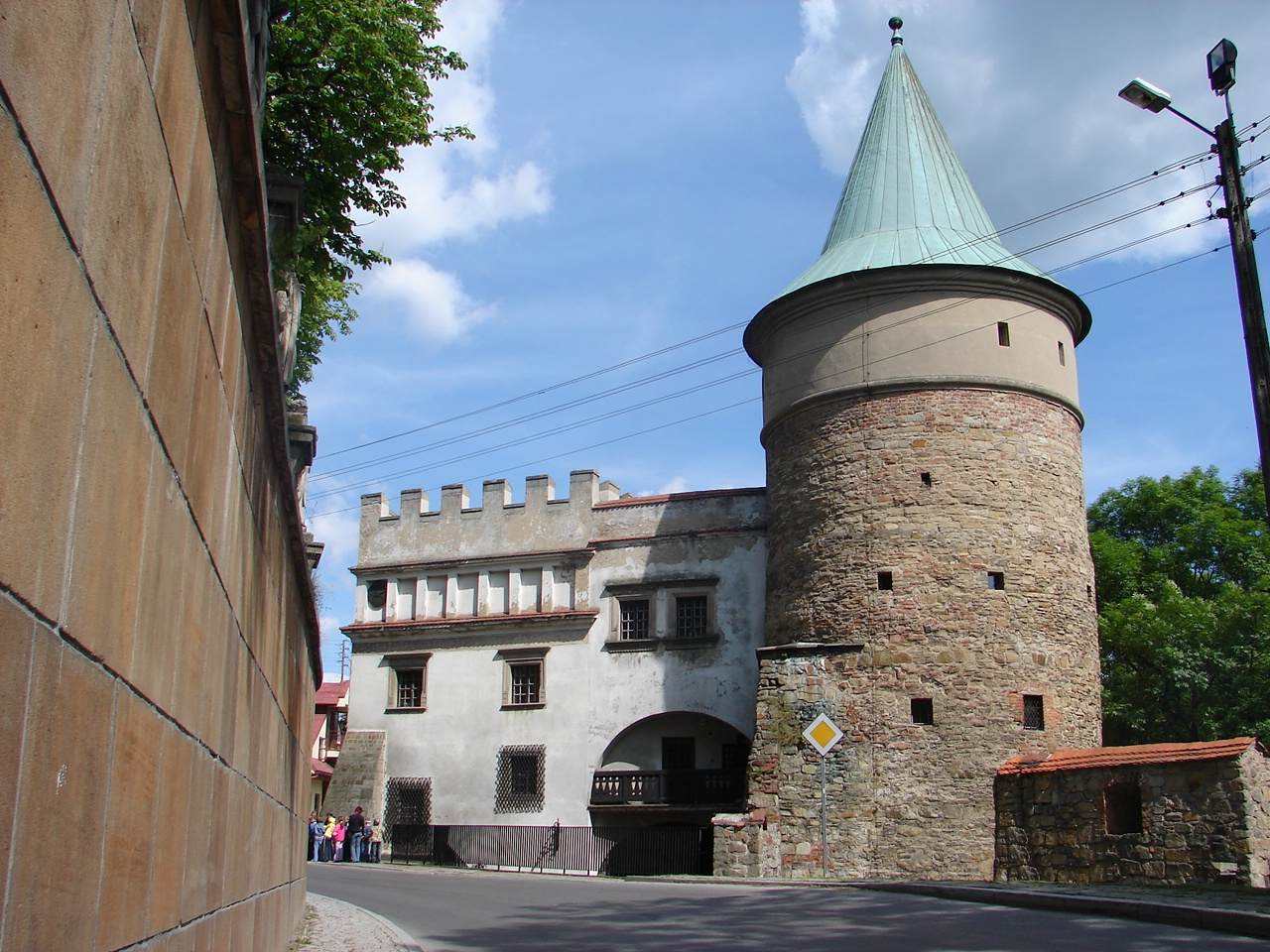

- Tuyến đi bộ châu Âu E8 
  - Iwonicz-Zdrój - Rymanów-Zdrój - Pulawy - Tokarnia (778 m) - Przybyszów - Kamień (717 m) - Komańcza (Główny Szlak Beskidzki)
  - Pasmo Bukowicy - Kanasiówka (823 m) - Wisłok Wielki - Tokarnia (778 m), 1   km - Wola Piotrowa

## Các nhóm dân tộc

- Ba Lan